# Duilio Davino
Duilio César Jean Pierre Davino Rodríguez (León, 21 marzo 1976) è un dirigente sportivo ed ex calciatore messicano, di ruolo difensore.
Duilio è il figlio dell'ex calciatore argentino Jorge Davino, ed è fratello di Flavio Davino, che ha giocato come difensore nel UAG Tecos prima di ritirarsi nel 2006.

## Carriera

### Club
Davino debuttò da professionista con il UAG Tecos nel 1994. Nel 1997 si trasferì al Club América. Con la squadra di Città del Messico gioca ancora oggi: ha totalizzato più di 300 presenze in campionato.

### Nazionale
Venne convocato in Nazionale in occasione dei Giochi Panamericani del 1995; inoltre, sempre con la maglia del Messico, prese parte alle Olimpiadi 1996 tenutesi ad Atlanta. Nello stesso anno partecipò con la nazionale maggiore alla Gold Cup. I successi a livello di club gli permisero di guadagnarsi la convocazione per il campionato del mondo 1998 (tenutisi in Francia), da parte dell'allora CT Manuel Lapuente, che sarebbe poi divenuto suo allenatore all'América.

## Palmarès

### Club

#### Competizioni nazionali
- Campionato messicano: 2

América: Verano 2002, Clausura 2005
- Supercoppa del Messico: 1

América: 2005

#### Competizioni internazionali
- CONCACAF Cup Winners Cup: 1

UAG: 1995
- CONCACAF Champions' Cup: 1

América: 2006
- CONCACAF Giants Cup: 1

América: 2007